# 문온공
문온공(文溫公)은 시호의 하나이다.

## 고려
- 오형(吳詗, 1242년 ~ 1314년)
- 민사평(閔思平, 1295년 ~ 1359년)

## 조선
- 박여롱(朴汝龍, 1541년 ~ 1611년)[1]
- 윤혜교(尹惠敎, 1676년 ~ 1739년)[2]